# Boudakovo
Boudakovo (en macédonien Будаково) est un village du sud-ouest de la Macédoine du Nord, situé dans la municipalité de Mogila. Le village comptait 248 habitants en 2002.

## Démographie
Lors du recensement de 2002, le village comptait :
- Turcs : 200
- Macédoniens : 44
- Albanais : 3
- Autres : 1